# Свети Георги (Неаполи, Населица)
Вижте пояснителната страница за други значения на Свети Георги.
„Свети Георги“ (на гръцки: Αγίου Γεωργίου) е православна църква в град Неаполи (Ляпчища), Егейска Македония, Гърция, част от Сисанийската и Сятищка епархия.
С разрастването на Неаполи след Втората световна война започва все по-силно да се усеща нуждата от голяма църква в града, който до 20-те години е предимно мюсюлмански. Темелният камък на храма „Свети Георги“ е положен на 23 април 1958 година, а името на църквата е избрано от митрополит Яков Сисанийски и Сятищки. Според легендите на около 100 m от храма е била църквата „Свети Георги“, унищожена напълно при османското завоевание. Сегашната църква е във византийски стил, трикорабна и кръстокуполна, с размерите - 26 m височина, 18 m широчина и 19,80 m височина. Църквата е завършена през 1972 година и на 11 юни същата година е осветена от Яков Митилински, бивш Сисанийски и Сятищки, и Поликарп Сисанийски и Сятищки. Изписването на храма започва в 1975 година. Иконостасът е направен в 1985 година.